# Той, що літає з вітром
«Той, що літає з вітром» (яп. 風を見た少年, Kaze o Mita Shōnen, англ. «The Boy Who Saw The Wind») — аніме-фільм за мотивами роману японського письменника валлійського походження Клайва Нікола. Режисер Кадзукі Морі, він був випущений в кінотеатральний прокат в Японії компанією Buena Vista International 22 липня 2000 року. Фільм був адаптований у п'єсу японською театральною компанією «Атом».
В Україні транслювався на телеканалі «Тоніс».

## Сюжет
За давніх часів, у цьому дивному світі, існував народ, що вмів повелівати вітром. Минули епохи, і оповідання про людей із цим великим даром перетворилися на казки: Ніхто навіть не думав, що подібне можливе й зараз, але зненацька для всіх таку ж здатність відкриває в собі хлопчик Амон. І тепер, схопити його мріє могутній диктатор Браніх, адже цей дар можна перетворити на страшну зброю. Від рук солдатів гинуть батьки Амона, а хлопчик, який  встиг врятуватися, відправляється у небезпечну подорож по дивних землях, де живуть найнеймовірніші істоти й племена. Він поки що не здогадується, у чому його справжнє покликання: Тим часом, у пошуках Амона, по всій країні нишпорять солдати, а з неба за ними стежить повітряна фортеця Браніха.

## Персонажі
АмонХлопчик зі здібностями стародавнього народу вітру. Він може створювати маленькі кульки світла, які називає «світловою грою», і розмовляти з тваринами. Згодом він відкриває в собі здатність бачити вітер і літати, а також інші стародавні здібності.
БраніхДеспотичний правитель Імперії Золотої Змії.
МаріяМолода дівчина з рибальського селища, яка подружилася з Амоном.
ЛючіяВчений, помічник батька Амона, який стає головним зброєзнавцем Імперії Золотої Змії.

## Сприйняття
Рецензент Mania.com високо оцінив фільм за його «гарно намальовану та анімовану» графіку та «першокласну» операторську роботу. Однак він розкритикував імітацію фільмів Хаяо Міядзакі.